# Erioptera (Meterioptera) geniculata
Erioptera (Meterioptera) geniculata is een tweevleugelige uit de familie steltmuggen (Limoniidae). De soort komt voor in het Oriëntaals en Australaziatisch gebied.